# Serra Leoa nos Jogos Olímpicos de Verão de 1988
A Serra Leoa participou dos Jogos Olímpicos de Verão de 1988 em Seul, na Coreia do Sul. Foi a quarta participação do país em Jogos Olímpicos de Verão.